# Cataphore (grammaire)
En linguistique, le terme ayant la forme française cataphore a été formé par le linguiste allemand Karl Bühler des éléments grecs anciens κατά (katá) « en bas » et φέρω (phéro) « je porte », donnant le mot καταφορά (kataphorá), par analogie avec le terme ἀναφορά (anaphorá) « anaphore ». C’est un phénomène syntactico-sémantique qui consiste en l’anticipation, par un élément linguistique ayant le statut de substitut, d’une entité également linguistique (mot, groupe de mots, phrase simple, phrase complexe) exprimée par la suite, ex. Moi, je vais te dire ceci : je n’aime pas beaucoup ce film. L’entité anticipée, appelée postcédent, représente une réalité extra-linguistique appelée référent, et le substitut, appelé élément cataphorique, représente à son tour le postcédent, donc, dans la plupart des cas, indirectement le référent,,,,. La référence cataphorique est un moyen de marquer l’identité, appelée coréférence, entre ce qui est exprimé et ce qui va être exprimé. L’élément κατά (katá) « en bas » est motivé par l’écriture, dans l’Antiquité, sur des rouleaux.
La cataphore s’oppose à deux autres phénomènes de référence. L’un est également phorique, l’anaphore, plus fréquente, qui diffère de la cataphore par le fait que c’est une reprise, c’est-à-dire une référence à une entité linguistique exprimée auparavant, ex. Nos filles sont étudiantes ; elles sont à Paris. L’autre est la deixis, la référence directe, en situation de communication, à un élément extralinguistique de cette situation, ex. Est-ce que tu as besoin de ça ?, dit en montrant un objet.

## Nature des éléments cataphoriques et de leurs postcédents
Les éléments cataphoriques sont en général des mots de plusieurs natures grammaticales. Ils peuvent aussi être anaphoriques ou déictiques. Les cas de leur emploi peuvent différer en fonction de la langue donnée. Les postcédents des cataphoriques sont le plus souvent des noms, mais peuvent aussi être d’une autre nature, avec diverses fonctions syntaxiques, ainsi que des groupes de mots, des phrases simples, des phrases complexes ou des entités encore plus grandes.

### Pronoms et adjectifs pronominaux
Les pronoms en général sont phoriques ou déictiques par leur nature, vu qu’ils remplacent, qu’ils représentent d’autres entités.

#### Pronoms personnels et réfléchis
Dans la phrase simple française il y a des cas de référence obligatoire, parfois cataphorique, par un pronom personnel conjoint (atone) pour mettre en relief un terme de la phrase, éventuellement en changeant en même temps l’ordre des mots habituel. On peut anticiper ainsi :
- le sujet : Elle a offert, Marie, ce livre à Pierre (sous-entendu « elle ne le lui a pas vendu ») ;
- le complément d'objet direct défini : Ils vont le donner à qui, le prix Nobel ? ;
- le complément d’objet direct indéfini : J’en ai écrit, une lettre ;
- le complément d'objet indirect d’attribution : Je lui parle très peu, à mon père ;
- un complément circonstanciel de lieu : J’y vais souvent, à Paris.

En roumain aussi il y a de tels pronoms personnels, qui anticipent de manière facultative, de plus en plus fréquemment dans la langue actuelle, le COD et le COI d’attribution, dans la phrase à ordre des mots habituel, sans mise en relief, par exemple :
Nu-l cunoștea pe Dinu « Il/Elle ne connaissait pas Dinu » (littéralement « Ne le connaissait pas sur Dinu ») ;
Vasile îi scrie Mariei « Vasile écrit à Maria » (litt. « Vasile lui écrit à Maria »).
Un pronom personnel ou réfléchi se trouvant dans un syntagme infinitival ou une proposition subordonnée, reprend souvent un terme de la partie de la phrase simple précédente, respectivement de la proposition précédente, dans laquelle se trouve leur verbe régissant. Quand l’entité subordonnée est détachée vers la gauche pour être mise en relief, l’anaphorique devient cataphorique. Exemples :
(fr) Pour se déplacer sur le lac, ils utilisaient des patins ;
(ro) Pentru a-și spăla mașina, Ion a cumpărat un furtun « Pour laver sa voiture, Ion a acheté un tuyau flexible » (litt. « Pour se laver la voiture, … ») ;
(en) Before she said anything, Caroline thought about it a long time « Avant de dire quoi que ce soit, Caroline a longuement réfléchi » (litt. « Avant elle a dit quoi que ce soit, … »).
Dans certaines langues, comme le français ou le roumain, le pronom personnel dit à valeur neutre peut anticiper toute une phrase :
(fr) la forme de masculin singulier du pronom : […] comme je l’ai dit ici et redit, à peine la « volonté » s’en mêle, ce « vouloir-être-sincère-avec-soi » est un principe inévitable de falsification (Paul Valéry) ;
(ro) la forme de féminin singulier du pronom : El o știa de mult: boala lui era avansată « Il le savait depuis longtemps : sa maladie était avancée ».
Les pronoms personnels sujets anticipent l’attribut exprimé par un nom, qui l’identifie. Ils sont en même temps anaphoriques quand ils reprennent un nom de la phrase précédente. Exemples :
(fr) Mes grands-parents ? Ils étaient commerçants ;
(ro) Ei sunt turiști « Eux, ils sont touristes » ;
(en) He's an Englishman « C’est un Anglais » ;
(hu) […] te vagy az éjjel asztalán a bor « […] c’est toi le vin sur la table de la nuit » (Dezső Kosztolányi).
(BCMS) Bez junaka se ne može, oni su gruda koja za sobom vuče usov « Sans héros, rien n’est pas possible. Ils sont la boule de neige qui entraîne l’avalanche ».

#### Démonstratifs
Les pronoms et les adjectifs démonstratifs aussi sont souvent cataphoriques. Exemples :
(fr) Elle prononça ce mot, si vulgaire : « Que vous êtes joli, mon amour ! » (Maurice Barrès) ;
Dites ceci de ma part à votre ami : qu’il se tienne tranquille ;
(en) I said this: … « J’ai dit ceci : … » ;
(BCMS) Śetite se onoga: svaki početak je težak « Souvenez-vous de ceci : tout début est difficile ».
En hongrois il est très fréquent d’anticiper les propositions subordonnées par un pronom démonstratif, ex. Azt mondtam neki, hogy vigye le a szemetet « Je lui ai dit de descendre les ordures » (litt. « Cela je lui ai dit, qu’il descende les ordures »).
Les démonstratifs aussi peuvent être anaphoriques et cataphoriques en même temps, reprenant un syntagme ou une phrase, et anticipant en tant que sujets l’attribut exprimé par un nom :
(fr) Il ne faut pas uniquement intégrer. Il faut aussi désintégrer. C’est ça la vie (Eugène Ionesco) ;
(en) I simply haven't got the money. This is / That's the problem « Tout simplement, je n’ai pas l’argent. C’est ça, le problème ».

#### Possessifs
Les adjectifs possessifs également sont des éléments phoriques. Quand ils réfèrent au sujet dans la phrase à ordre des mots habituel, ils sont anaphoriques. Ils deviennent eux aussi cataphoriques lorsque l’ordre des mots est inversé. Dans des langues prépondérément analytiques, comme le français ou l’anglais, le sujet doit presque toujours être exprimé par un pronom s’il ne l’est pas par un nom, parce que les désinences du verbe ne sont pas suffisantes pour exprimer la personne. En revanche, dans des langues moins analytiques, comme le roumain, ou synthétiques, comme le BCMS ou le hongrois, dans lesquelles ces désinences sont suffisantes, le rôle du pronom sujet peut être rempli par celles-ci. Par conséquent, dans ce cas, les phoriques réfèrent au sujet inclus dans la désinence. Exemples avec cataphore :
(fr) Pour le mariage de ma sœur, j’ai essayé plusieurs chapeaux ;
(ro) Prin natura sa, (ea) era o persoană veselă « Par sa nature, elle était une personne gaie » ;
(BCMS) Sa svojim sinom okopavao je lijehu iza kuće « Avec son fils, il bêchait la plate-bande derrière la maison ».
Le hongrois est une langue qui n’a pas d’adjectifs possessifs, mais il leur correspond des suffixes possessifs. Si une désinence casuelle est utilisée, qui est l’un des morphèmes correspondant à des prépositions dans des langues comme le français, le suffixe possessif est placé avant cette désinence, ex. Barátjával sétál « C’est avec son ami qu’il/elle se promène » (littéralement « Ami-son-avec promène »).

#### Pronoms relatifs
Les pronoms relatifs sont en général anaphoriques et deviennent en même temps, en fonction de sujet, cataphoriques pour l’attribut exprimé par un nom :
(fr) Elle n’aimait pas les hommes qui sont des brutes ;
(ro) Micuțul Dan, care e vecin de bloc, are 7 ani « Le petit Dan, qui est son voisin dans l’immeuble, a 7 ans » ;
(hu) Ez az a hely, ami a kedvencünk volt « C’est l’endroit qui était notre préféré » ;
(BCMS) Ja sam sin roditelja koji su bili prikazivači atrakcija « Moi, je suis le fils de parents qui étaient présentateurs d’attractions ».

#### Pronoms indéfinis
Certains pronoms indéfinis peuvent également être cataphoriques :
(fr) Chacun de vous est-il content ? ;
(ro) Unul dintre cei mai importanți fotbaliști români este Gheorghe Petrescu « L’un des footballeurs roumains les plus importants est Gheorghe Petrescu » ;
(en) All of these fish are mine « Tous ces poissons sont à moi » (litt. « Tous de ces poissons … ») ;
(hu) A gyűlésen mindenki ott volt, a falu színe-java « Tous étaient présents à la réunion, les gens qui comptaient dans le village » ;
(BCMS) Jedan od lovaca izgubio se u šumi « L’un des chasseurs s’est égaré dans la forêt ».

#### Pronoms, adjectifs et adverbes interrogatifs
Les pronoms, les adjectifs et les adverbes interrogatifs sont cataphoriques par le fait qu’ils anticipent partiellement la nature de ce qu’ils visent dans la réponse à la question. Exemples :
(fr) – Pour quelle entreprise travaille votre frère ? – Pour la société Legrain ;
(ro) – Cine a protestat? – Ele « – Qui a protesté ? – Elles » ;
(en) – What do you want for lunch? – Oh, anything « – Qu’est-ce que tu veux pour le déjeuner ? – N’importe quoi » ;
(hu)  – Hol van a táskám? – Itt van az asztal alatt « – Où est mon cartable ? – Il est là, sous la table » ;
(BCMS) – Kako vam je ovde? – Lepo nam je « – Comment êtes-vous ici ? – Nous sommes bien ».

### Adverbes
Des exemples d’adverbes cataphoriques à part les interrogatifs, sont les suivants :
(fr) Voilà comment les choses se passent : le pays limitrophe s’avance jusque sur les bords de la frontière [...] (Marcel Aymé) ;
(ro) Acolo aș vrea să plec: în Grecia « C’est là-bas que je voudrais partir : en Grèce » ;
(en) Here is the 9 o’clock news « Voici les informations de 9 heures » (litt. « Ici est les 9 h informations ») ;
(hu) Felállt, és így szólt hozzánk: „Kedves barátaim!” « Il/Elle se leva et s’adressa à nous ainsi : ”Mes chers amis” » ;
(BCMS) Bilo je to ovako: on je prvo udario Petra, a onda su svi navalili na nj « Ça s’est passé comme ça : c’est lui qui a d’abord frappé Petar, et alors tous se sont précipités sur lui ».

### Autres entités cataphoriques
Sont également cataphoriques certains noms et adjectifs à sens lexical spécifique pour cette qualité :
(fr) Considérons la phrase suivante : … ;
(ro) Se știe un lucru: că întârzie « On sait une chose : qu’il/elle se met en retard » ;
(en) I said the following: … « J’ai dit la chose suivante : … » (litt. « J’ai dit le suivant : … ») ;
(hu) Kérem az alábbiak szíves tudomásulvételét: … « Je vous prie de bien vouloir prendre connaissance des faits ci-dessous : … » ;
(BCMS) Kandidat za mjesto rektora mora ispunjavati sljedeće uslove: … « Le candidat au poste de recteur doit remplir les conditions suivantes : … ».
Selon certains auteurs, une question entière aussi est cataphorique. Une question totale, par exemple, anticipe d’habitude l’une des réponses « oui », « non », « si » ou une expression équivalente. Certaines questions totales contiennent un groupe de mots ou une particule spécifique :
(fr) – (Est-ce que) tu connais la Corse ? – Oui, c’est vraiment magnifique ! ;
(ro) – Vii? – Nu « – Tu viens ? – Non » ;
(en) – Do you sell rail tickets? – Certainly « – Est-ce que vous vendez des billets de train ? – Certainement » ;
(hu) – Megérkezett(-e) Anikó? – Igen « – (Est-ce que) Anikó est arrivée ? – Oui » ;
(BCMS) – Spavaju li deca? / Da li deca spavaju? – Ne « – Est-ce que les enfants dorment ? – Non ».

## Rôles des cataphoriques

### Rôles pragmatiques
L’un des rôles pragmatiques des cataphoriques et de contribuer à la mise en relief d’un terme à fonction syntaxique de la phrase, ex. Marie a offert ce livre à Pierre → Elle a offert, Marie, ce livre à Pierre.
Un autre est d’attirer l’attention sur ce qui va être communiqué, ex. Dites ceci de ma part à votre ami : qu’il se tienne tranquille.
On utilise des cataphoriques au niveau de la phrase simple (Je lui parle très peu, à mon père), au niveau de la phrase complexe (Pour se déplacer sur le lac, ils utilisaient des patins), mais aussi en tant que moyens de liaison entre phrases indépendantes, ex. Il ne faut pas uniquement intégrer. Il faut aussi désintégrer. C’est ça la vie. Par cela, leur rôle passe du niveau de la phrase à celui du discours (du texte), contribuant à la cohérence et à la cohésion de celui-ci.

### Rôles syntaxiques
La plupart des cataphoriques ont des fonctions syntaxiques dans la phrase simple :
- sujet : (fr) Mes grands-parents ? Ils étaient commerçants[15] ;
- COD : (fr) Dites ceci de ma part à votre ami : qu’il se tienne tranquille[22] ;
- COI : (BCMS) Śetite se onoga: svaki početak je težak « Souvenez-vous de ceci : tout début est difficile »[59] ;
- complément circonstanciel : (hu) Felállt, és így szólt hozzánk: „Kedves barátaim!” « Il/Elle se leva et s’adressa à nous ainsi : ”Mes chers amis” »[46] ;
- épithète : (fr) Considérons la phrase suivante: …[3].

En phrase complexe, les pronoms et les adverbes relatifs ont le rôle syntaxique de relier une proposition subordonnée à la proposition principale, à côté de la fonction syntaxique qu’ils ont dans la subordonnée : Ce contrôleur, qui est un abruti, n’a pas voulu me croire.
En phrase simple également, il peut y avoir des cataphoriques qui n’ont pas de fonction syntaxique eux-mêmes. Tels sont les pronoms personnels qui redoublent des termes à fonction syntaxique, ex. Je lui parle très peu, à mon père.

## Sources bibliographique
- (ro) Avram, Mioara, Gramatica pentru toți [« Grammaire pour tous »], Bucarest, Humanitas, 1997 (ISBN 973-28-0769-5)
- (hu) Bárczi, Géza et Országh, László (dir.), A magyar nyelv értelmező szótára [« Dictionnaire de la langue hongroise »], Budapest, Akadémiai kiadó, 1959-1962 (lire en ligne)
- (hr) Barić, Eugenija et al., Hrvatska gramatika [« Grammaire croate »], Zagreb, Školska knjiga, 1997, 2e éd. (ISBN 953-0-40010-1)
- (ro) Bidu-Vrănceanu, Angela et al., Dicționar general de științe. Științe ale limbii [« Dictionnaire général des sciences. Sciences de la langue »], Bucarest, Editura științifică, 1997 (ISBN 973-440229-3, lire en ligne)
- (de) Bühler, Karl, Sprachtheorie: Die Darstellungsfunktion der Sprache [« Théorie de la langue : La fonction de représentation de la langue »], Iéna, Gustav Fischer, 1934
- (en) Bussmann, Hadumod (dir.), Dictionary of Language and Linguistics [« Dictionnaire de la langue et de la linguistique »], Londres – New York, Routledge, 1998 (ISBN 0-203-98005-0, lire en ligne)
- (cnr) Čirgić, Adnan, Pranjković, Ivo et Silić, Josip, Gramatika crnogorskoga jezika [« Grammaire du monténégrin »], Podgorica, Ministère de l’Enseignement et des Sciences du Monténégro, 2010 (ISBN 978-9940-9052-6-2, lire en ligne)
- (en) Cojocaru, Dana, Romanian Grammar [« Grammaire roumaine »], SEELRC, 2003 (lire en ligne)
- (ro) Coteanu, Ion, Gramatica de bază a limbii române [« Grammaire de base du roumain »], Bucarest, Albatros, 1982 (lire en ligne)
- (en) Crystal, David, A Dictionary of Linguistics and Phonetics [« Dictionnaire de linguistique et de phonétique »], Blackwell Publishing, 2008, 4e éd. (ISBN 978-1-4051-5296-9, lire en ligne)
- Delatour, Yvonne et al., Nouvelle grammaire du français, Paris, Hachette, 2004 (ISBN 2-01-155271-0, lire en ligne)
- Dubois, Jean et al., Dictionnaire de linguistique, Paris, Larousse-Bordas/VUEF, 2002
- (en) Eastwood, John, Oxford Guide to English Grammar [« Guide Oxford de la grammaire anglaise »], Oxford, Oxford University Press, 1994 (ISBN 0-19-431351-4, lire en ligne)
- Maurice Grevisse et André Goosse, Le Bon Usage : grammaire française, Bruxelles, De Boeck Université, 2007, 14e éd., 1584 p. (ISBN 978-2-8011-1404-9, lire en ligne [PDF])
- (hu) Hangay, Zoltán, « Szövegtan », dans A. Jászó, Anna (dir.), A magyar nyelv könyve [« Le livre de la langue hongroise »], Budapest, Trezor, 2007, 8e éd. (ISBN 978-963-8144-19-5, lire en ligne), p. 521-554
- (ro) Hedeșan, Otilia (dir.), Bun venit în România! Manual de limbă română și de orientare culturală pentru străini [« Bienvenue en Roumanie ! Manuel de roumain et d’orientation culturelle pour étrangers »], Timișoara, Mirton, 2008, (ISBN 978-973-86883-8-4, lire en ligne)
- (bs) Jahić, Dževad, Halilović, Senahid et Palić, Ismail, Gramatika bosanskoga jezika [« Grammaire de la langue bosnienne »], Zenica, Dom štampe, 2000 (ISBN 9958-42-046-X (édité erroné), lire en ligne)
- (hu) Kálmánné Bors, Irén et A. Jászó, Anna, « Az egyszerű mondat », dans A. Jászó, Anna (dir.), A magyar nyelv könyve [« Le livre de la langue hongroise »], Budapest, Trezor, 2007, 8e éd. (ISBN 978-963-8144-19-5, lire en ligne), p. 345-436
- Kalmbach, Jean-Michel, La grammaire du français langue étrangère pour étudiants finnophones (version 1.1.4.), Jyväskylä (Finlande), Université de Jyväskylä, 2013 (ISBN 978-951-39-4260-1, lire en ligne)
- (hu) Király, Lajos et A. Jászó Anna, « Az összetett mondat », dans A. Jászó, Anna (dir.), A magyar nyelv könyve [« Le livre de la langue hongroise »], Budapest, Trezor, 2007, 8e éd. (ISBN 978-963-8144-19-5, lire en ligne), p. 437-476
- (sr) Klajn, Ivan, Gramatika srpskog jezika [« Grammaire de la langue serbe »], Belgrade, Zavod za udžbenike i nastavna sredstva, 2005 (ISBN 86-17-13188-8, lire en ligne)
- (en) Rounds, Carol, Hungarian: an Essential Grammar [« Grammaire fondamentale du hongrois »], Londres / New York, Routledge, 2001 (ISBN 0-203-46519-9, lire en ligne)
- Szende, Thomas et Kassai, Georges, Grammaire fondamentale du hongrois, Paris, Langues et mondes – l’Asiathèque, 2007 (ISBN 978-2-91-525555-3, lire en ligne)
- « Trésor de la langue française informatisé (TLFi) » (consulté le 27 mai 2020)
- (hu) Tolcsvai Nagy, Gábor, « 6. fejezet – Szövegtan », dans Kiefer, Ferenc (dir.), Magyar nyelv [« Langue hongroise »], Budapest, Akadémiai Kiadó, 2006 (ISBN 963-05-8324-0, sur Digitális Tankönyvtár), p. 108-126 (PDF à télécharger)
- Wyler, Gabriel, Manuel de la grammaire française, 15 mai 2020 (lire en ligne)